# 緑の党 (ニュージーランド)
ニュージーランド緑の党（ニュージーランドみどりのとう、英語: Green Party of Aotearoa New Zealand、マオリ語: Rōpū Kākāriki o Aotearoa）は、ニュージーランドの環境政党である  。グローバルグリーンズに加盟している。
同党は代議院で4番目に大きい党であり、労働党のアーダーン政権に閣外協力している 。2017年の総選挙では6.3%の得票率を得て8議席を得た。

## 方針と政策

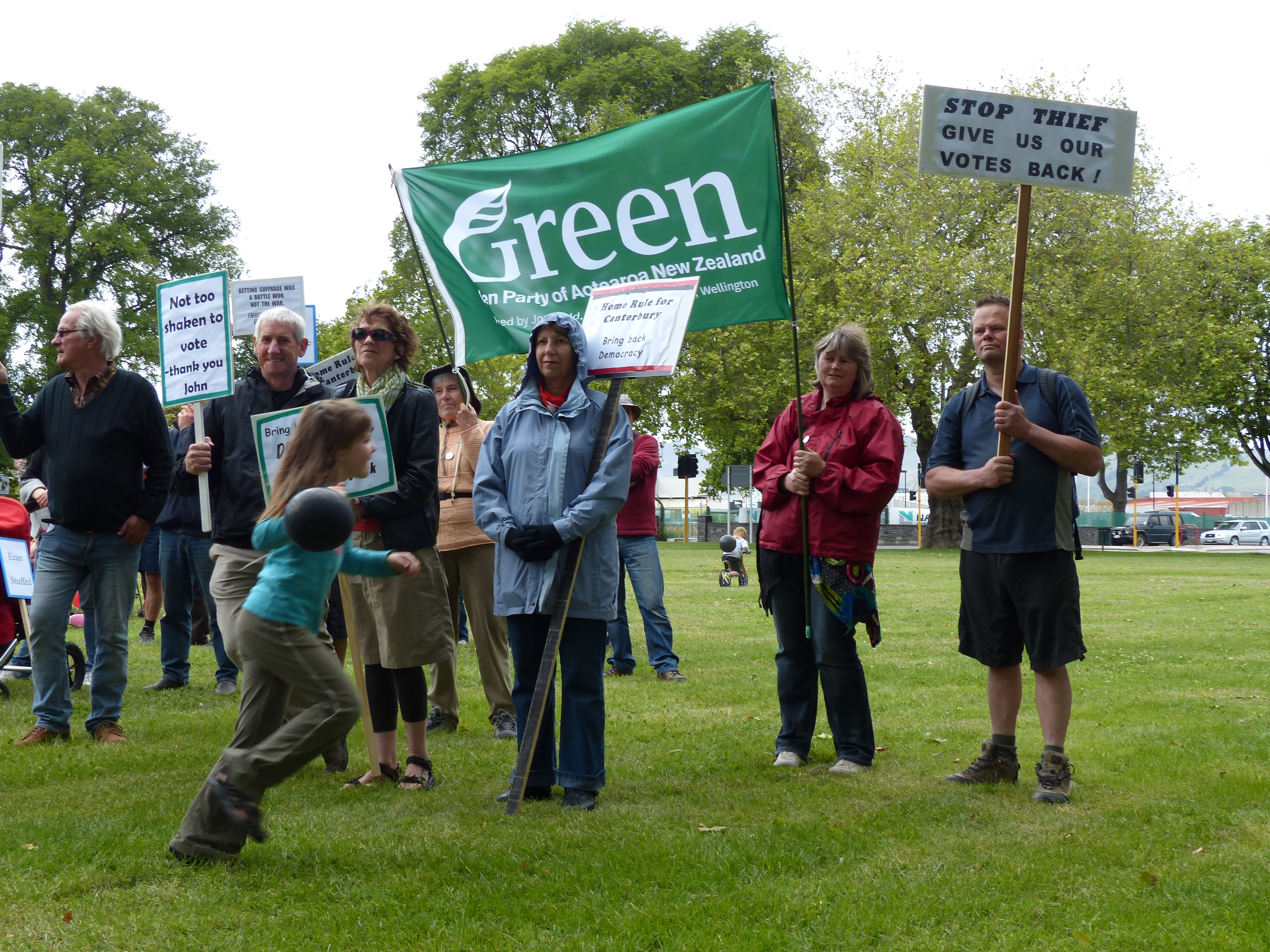
クライストチャーチでデモを行う緑の党の支持者

緑の党は、自然環境への脅威と環境問題に対抗するために結成された。近年、同党は、国立公園での露天掘り、清潔な水、気候変動、石油ピーク、遺伝子操作への懸念を示している。また、同党は人権への支援を表明し、アメリカ合衆国などによるアフガニスタンやイラクへの軍事行動に反対している。
緑の党は、イギリスとマオリとの間に結ばれたワイタンギ条約をニュージーランドの建国文書だと認識している。
経済政策としては、持続可能性や、汚染の間接費への課税、フェアトレードを強調している。また、経済的成長の測定には、経済指標の数値ではなく生活の質を参考にする必要があると述べている。そして、ベーシックインカムの最終的な導入を目指している。
緑の党は大麻解禁を推進しており、2017年の総選挙の際、登録された医療機関の支援を得て、治療目的で大麻や大麻製品を栽培、所持、または使用する末期疾患、慢性または衰弱状態の人に対する罰則を削除すると述べ、もしも政権を獲得することが出来れば大麻を解禁するとした。

## 歴史

### 設立
緑の党の起源は、1972年にヴィクトリア大学ウェリントン校で結成された世界で最初の国家レベルの環境主義者団体である価値党にまでさかのぼる。価値党はいくつかの選挙で民衆の支持を得たが、当時の単純小選挙区制度下で、価値党が勝利を収めたことはついぞなかった。
1990年5月、ロッド・ドナルドやジェネット・フィッツシモンズ (Jeanette Fitzsimons) などをはじめとする価値党の残党は、ほかの環境主義団体と合併して近代的な環境主義政党である緑の党を結成した。緑の党は結成当初から民衆の支持を受け、同年の総選挙では議席は得られなかったものの6.85%の得票率を得た。

### 「同盟」時代

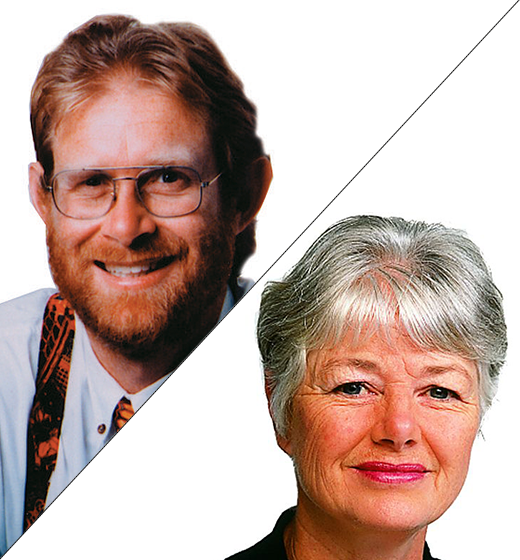
初代共同代表であるロッド・ドナルドとジェネット・フィッツシモンズ。

1991年、緑の党は民主党 (Democrats) 、自由党 (Liberals) 、マナ・モツハケ党 (Mana Motuhake) 、新労働党 (New Labour Party) などの小党からなる政党グループである「同盟」 (The Alliance) の共同創設メンバーになった。その後1993年と1996年に行われた総選挙には、緑の党は「同盟」としてこれに臨んだ。
1995年にタウポで開かれた年次党大会まで、緑の党には党内の選挙で選ばれた代表はいなかった。党大会においては、フィッツシモンズが無投票で女性共同代表に選出され、ロッド・ドナルドが他2人の候補者との代表選挙に打ち勝ち男性共同代表に選出された。
1996年にニュージーランドの選挙システムが以前の単純小選挙区制から小選挙区比例代表併用制に変更された。これにより、同年行われた総選挙で「同盟」は初めて議席を獲得し、緑の党からは、共同代表の2人とフィリダ・バンクル (Phillida Bunkle) の合計3人が当選した。
1997年、緑の党は「同盟」との政策のすり合わせに齟齬が生じたために「同盟」からの離脱を表明した。多くの緑の党のメンバーは「同盟」を抜けたが、フィリダ・バンクルを含むいくつかのメンバーは緑の党を離党して「同盟」に残ることを選んだ。また、それとは対照的に、新労働党から「同盟」を通じて当選した議員で、新労働党からも「同盟」からも離脱して緑の党に入党した、スー・ブラッドフォード (Sue Bradford) やキース・ロック (Keith Locke) のような者もいた。

### 第三党として

#### 1999年総選挙
1999年の総選挙において、緑の党は5.16%の得票率と7つの議席を得た。しかし、選挙結果は特別得票数を集計したのちに初めて明らかになったため、緑の党は開票後10日間、議席数が不明な状態であった。その間に、労働党は「同盟」との連立に合意していた。そこで、緑の党は予算案や法律案の協議への参加を引き換えにして閣外協力することを決めた。これにより、緑の党は政府予算案において1500万ドルのエネルギー効率化・環境予算を引き出した。

#### 2002年総選挙
2002年の総選挙において、緑の党は前回の選挙から支持を拡大させて7.00%の得票率と9つの議席を得た。この選挙戦において、緑の党は労働党の遺伝子操作への政策を鋭く批判し、労働党と連立を組むようなことになってもいかなる交渉もしないという立場を示した。しかし選挙後、労働党は保守的なキリスト教政党である統合未来党からの支援を受けることを公表し、緑の党は蚊帳の外に置かれることとなった。
野党に転落したことによって政府予算案への参加も出来なくなったが、政府とは緊密な連携を保ち、法律案への参加は引き続き可能だった。政府は、保守的な統合未来党が承認しない法律案については緑の党への協力を要請した。

#### 2005年総選挙
2005年の総選挙において、緑の党は労働党政権を支援することを訴えたが、支持は伸びず、5.30%の得票率と6つの議席を獲得した。緑の党は再び労働党政権への閣外協力に転じた。
選挙後、初の議会が開かれる前日に男性共同代表であるドナルドが急死した。男性共同代表の座は2006年に行われた代表選挙でルッセル・ノーマン (Russel Norman) が選出されるまで空席になった
。

#### 2008年総選挙
2008年の総選挙において、緑の党は支持を拡大して6.72%の得票率と9つの議席を得て、代議院で3番目に大きな政党となった。この選挙においては労働党が下野し国民党が政権を獲得し、緑の党は野党ではあったものの国民党政府と了解覚書を結んだ。

#### 2011年総選挙
2011年の総選挙において、緑の党は大幅に支持を拡大させて11.06%の得票率と14議席を獲得した。緑の党は第三党を維持した。

#### 2014年総選挙
2011年の総選挙において、緑の党は党勢を維持して、10.7%の得票率と14議席を得た。しかし、第三党であることは変わらなかった。
2015年の党大会においてジェームズ・ショーが、前代表のルッセル・ノーマンの後継指名者などを破って男性共同代表に選出された。

#### 2017年総選挙
2017年の総選挙において、緑の党は後述の不祥事によって支持を失い、6.27%の得票率と8つの議席にとどまった。選挙戦において、緑の党は水資源を輸出している企業に10%の課税をすること、新たな商業用水価格が決定されるまで水資源企業に新たな資源の開発を禁止させることを表明した。
女性共同代表であるメティリア・トゥレイ (Metiria Turei) は選挙戦においてニュージーランド・ファースト党（以下、NZファースト党）とその代表であるウインストン・ピータースを差別主義的だとして非難した。その後、トゥレイは過去の給付金詐欺が世間に露呈したため共同代表を辞任し、総選挙への立候補も取り下げた.。また、それによって複数の緑の党の議員が離党した。これらの不祥事と内紛によって緑の党は国民の支持を失い、政党要件である5%の得票率も危ぶまれた。
選挙後、共同代表のジェームズ・ショーは国民党との連立を否定し、労働党とNZファースト党との連立について言及した。ショーは労働党との連立交渉に臨んだが、NZファースト党はショーの交渉を拒絶した.。

##### アーダーン政権下
2017年10月、緑の党は労働党と閣外協力の覚書を結び、政務次官が緑の党から1名選ばれることが決まった。これにより、緑の党は結党以来初めて政府へ参加することとなった.。緑の党は、労働党とNZファースト党連立政権の閣外協力政党として脱炭素法や2020年までの大麻解禁、気候委員会の創設、公共交通機関の運賃削減や自転車インフラの整備、オークランド空港への鉄道建設を政府に取り付けた。

#### 2020年総選挙
2020年10月17日執行の総選挙では党勢を維持し、ACT党と同じ10議席を獲得した。総選挙前に比例代表議員のクロエ・スワ―ブリックはオークランドセントラル地区にてわずかの1,068票で勝利して小選挙区議員となった。

#### 2023年総選挙
2023年10月14日執行の総選挙では14議席を獲得し議会第3党となった。

## 国政選挙結果
| 選挙                                       | 得票数  | 得票率 | 順位 | 議席数   | 政府         |
| ------------------------------------------ | ------- | ------ | ---- | -------- | ------------ |
| 1990年                                     | 124,915 | 6.9%   | 3位  | 0 / 97   | 議席なし     |
| 1993年と1996年の選挙では「同盟」の構成政党 |         |        |      |          |              |
| 1999年                                     | 106,560 | 5.2%   | 5位  | 7 / 120  | 閣外協力     |
| 2002年                                     | 142,250 | 7.0%   | 5位  | 9 / 120  | 野党         |
| 2005年                                     | 120,521 | 5.3%   | 4位  | 6 / 121  | 閣外協力     |
| 2008年                                     | 157,613 | 6.7%   | 3位  | 9 / 122  | 野党         |
| 2011年                                     | 247,372 | 11.1%  | 3位  | 14 / 121 | 野党         |
| 2014年                                     | 257,356 | 10.7%  | 3位  | 14 / 121 | 野党         |
| 2017年                                     | 162,443 | 6.3%   | 4位  | 8 / 120  | 閣外協力     |
| 2020年                                     | 226,754 | 7.9%   | 3位  | 10 / 120 | 協力合意協定 |

## 地方選挙

### 2013年地方選挙
2013年の地方選挙において、緑の党は、ウェリントン、ダニーデンなどの市議会や地方議会において合計5議席を獲得し、クライストチャーチなどでも好結果を残した。

### 2019年地方選挙
2019年の地方選挙において、緑の党はダニーデン市長の座をはじめ、ニュージーランド中で42議席を獲得した。

### 2022年地方選挙
2019年の地方選挙において、緑の党は合計10議席を獲得した。緑の党推薦のトリー・ファナウがウエリントン市長に当選となった。

## 歴代共同党首
緑の党は共同党首として男女ひとりずつをリーダーに据えている。
| 男性共同党首 | 男性共同党首 | 男性共同党首       | 男性共同党首 | 男性共同党首  | 男性共同党首  | 女性共同党首             | 女性共同党首 | 女性共同党首               | 女性共同党首 | 女性共同党首  | 女性共同党首  |
| 代           | 代           | 名前               | 写真         | 在任期間      | 在任期間      | 代                       | 代           | 名前                       | 写真         | 在任期間      | 在任期間      |
| ------------ | ------------ | ------------------ | ------------ | ------------- | ------------- | ------------------------ | ------------ | -------------------------- | ------------ | ------------- | ------------- |
|              | 1            | ロッド・ドナルド   |              | 1995年5月21日 | 2005年11月6日 |                          | 1            | ジェネット・フィズシモンズ |              | 1995年5月21日 | 2009年5月30日 |
|              | 2            | ルッセル・ノーマン |              | 2006年6月3日  | 2015年5月30日 |                          | 1            | ジェネット・フィズシモンズ |              | 1995年5月21日 | 2009年5月30日 |
|              | 2            | ルッセル・ノーマン | 2            | 2006年6月3日  | 2015年5月30日 | メティリア・トゥレイ     |              | 2009年5月30日              | 2017年8月7日 |               |               |
|              | 3            | ジェームズ・ショー | 2            |               | 2015年5月30日 | メティリア・トゥレイ     | 現在         | 2009年5月30日              | 2017年8月7日 |               |               |
|              | 3            | ジェームズ・ショー |              | 3             | 2015年5月30日 | マラマ・デイヴィッドソン | 現在         |                            | 2018年4月8日 | 現在          |               |